# Тиете (река)

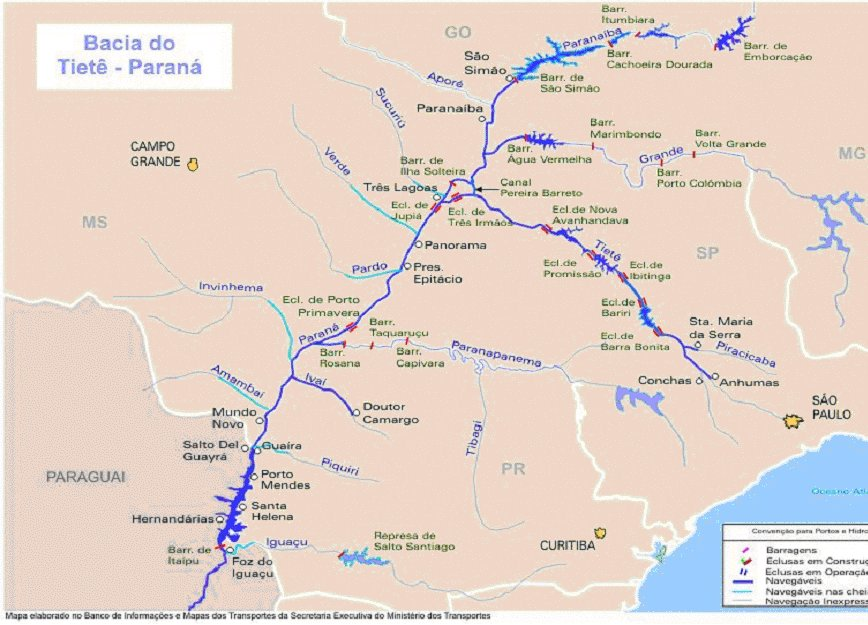
Тиете и Парана на карте

Тиете́ (порт. Rio Tietê) — река в Бразилии. Расход воды 2500 м³/с. Длина — 1150 км.
Истоки реки находятся на высоте 1120 м в горах Серра-ду-Мар около Салезополиса в 22 км от Атлантического океана. Река течёт в основном в северо-западном направлении по территории штата Сан-Паулу (в том числе и через сам город Сан-Паулу), впадая в водохранилище Жупия на реке Парана в муниципалитете Трес-Лагоас. Высота устья — 280 м над уровнем моря.
На карте под данным названием река была впервые обозначена в 1748 году. На языке тупи Тиете означает «настоящая река».
На реке развито судоходство, в том числе туристический круиз Тиете-Парана длиной около 1100 км.

## Галерея

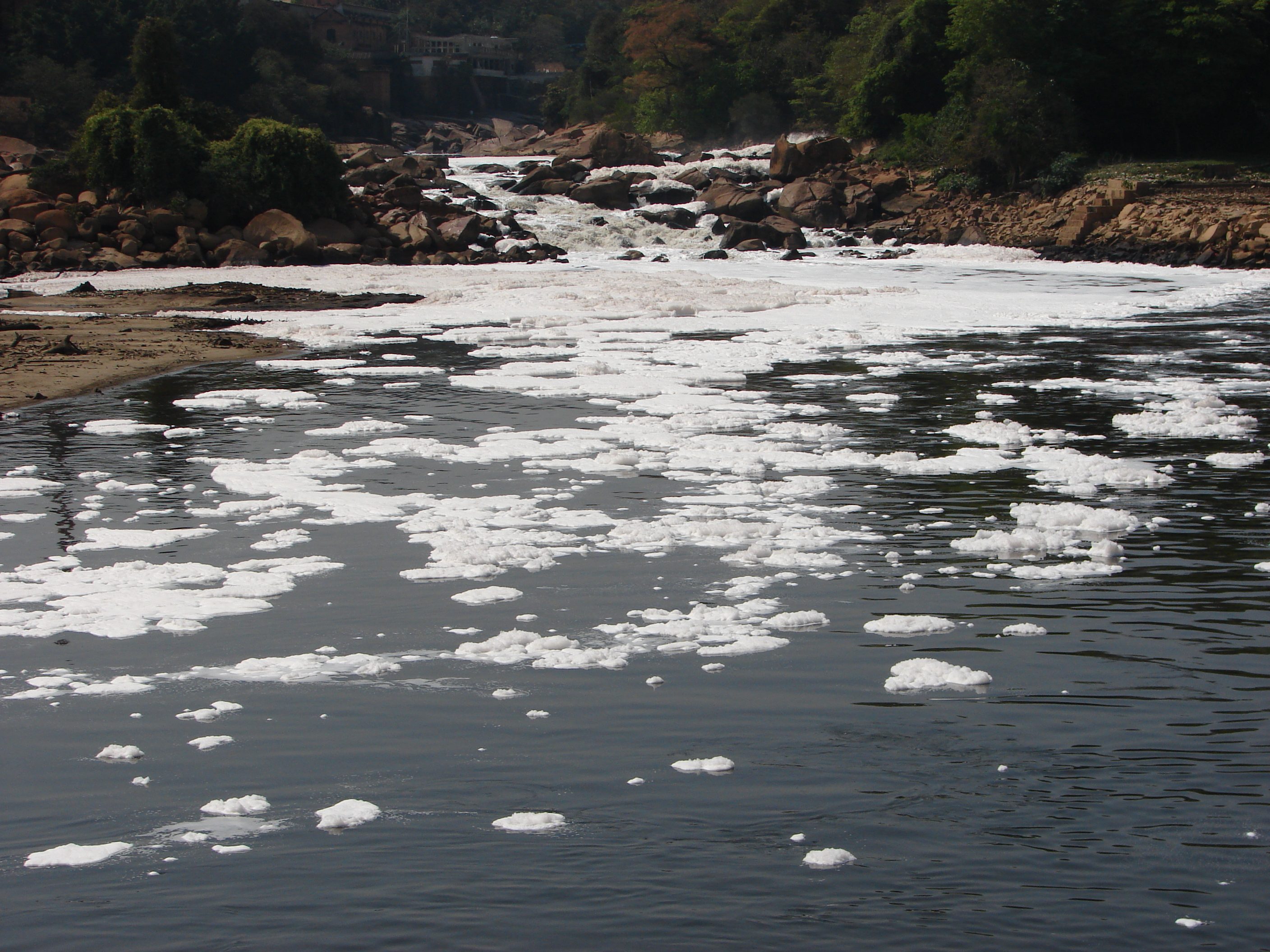
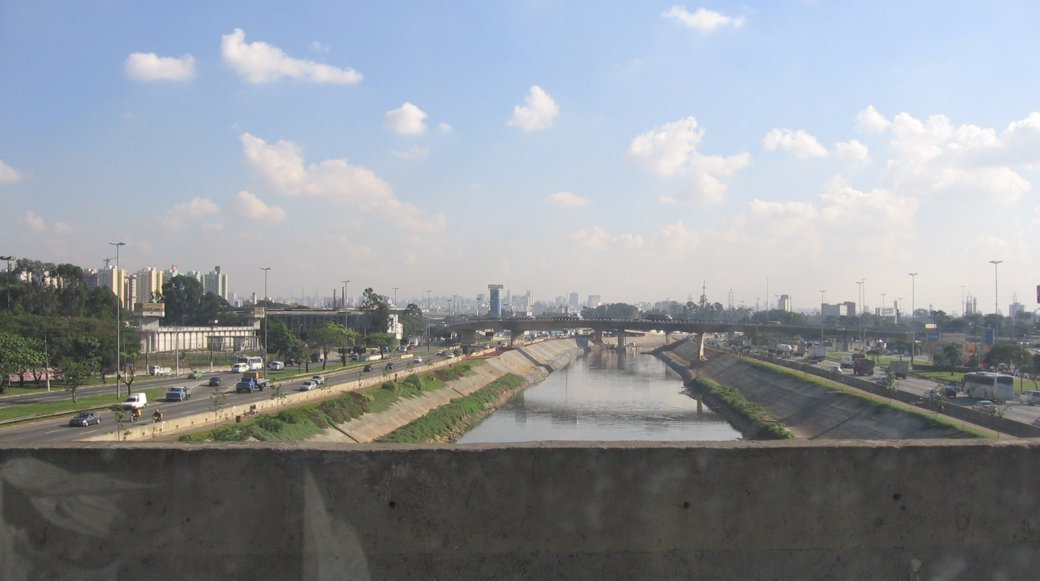
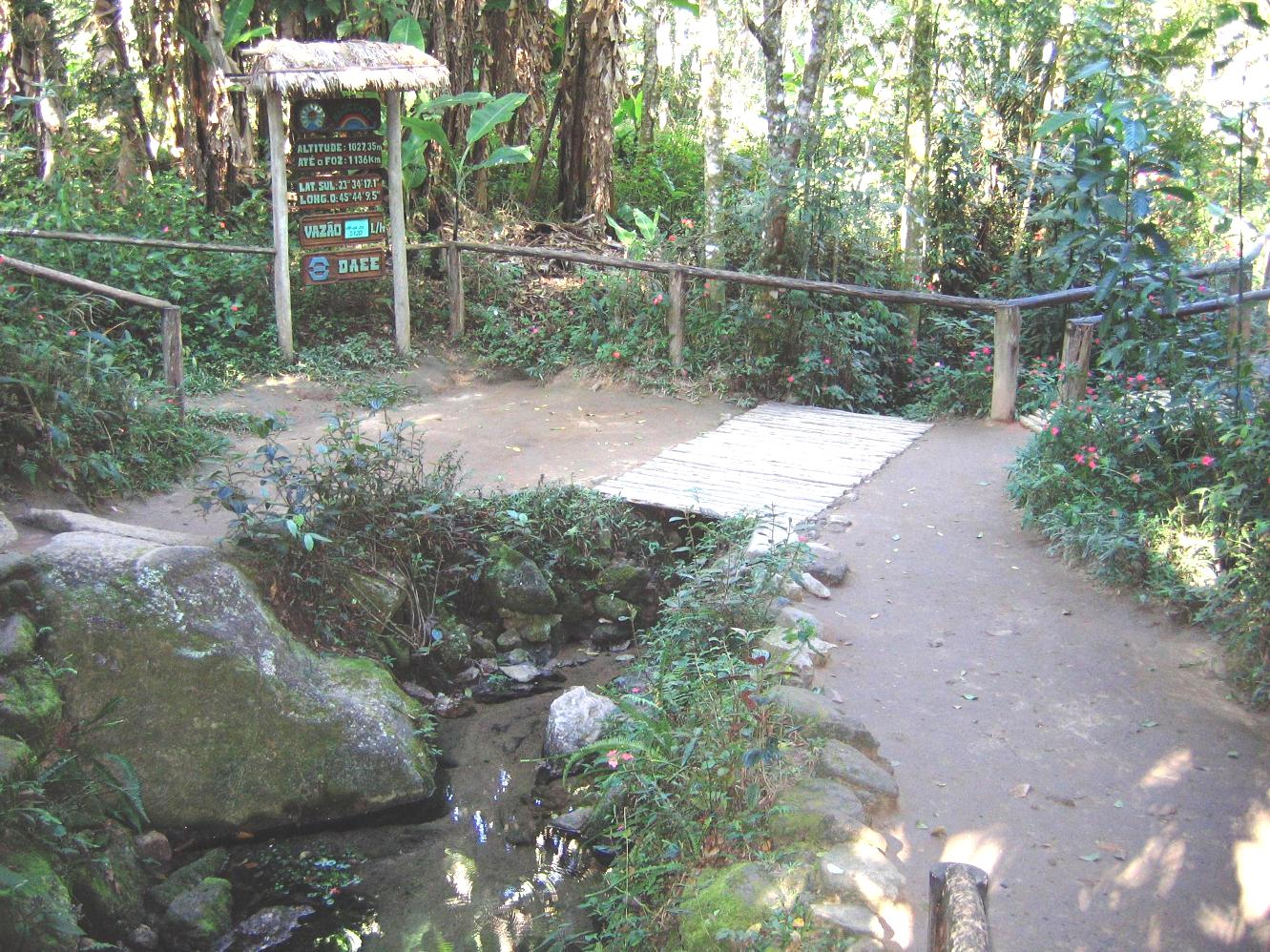
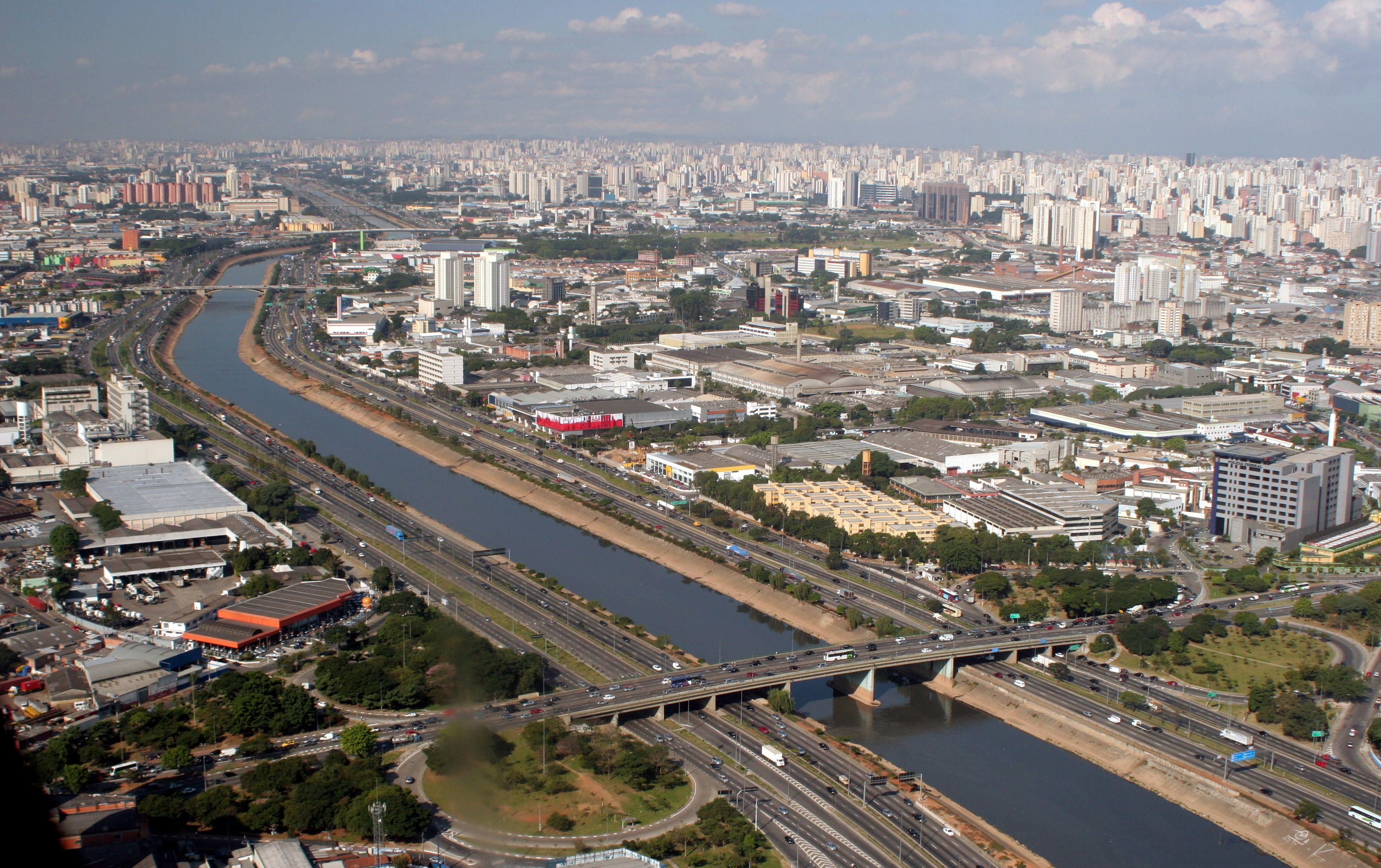